# Толука-де-Лердо
Толука-де-Лердо (исп. Toluca de Lerdo, аст. Tōllohcān) — город в Мексике. Столица штата Мехико и административный центр муниципалитета Толука. Численность населения составляет 873 536 человек.

## Название
Название Toluca происходит из языка науатль (аст. Tōllohcān), что можно перевести как место, где живёт бог Тольо. Также в ацтекских кодексах это место называлось Tolutépetl, что значит холм бога Толо, указывая на близость вулкана Невадо-де-Толука.
В 1861 году к названию города было добавлено имя президента Мексики — Себастьяна Лердо де Техады.

## История
В древние времена это место было известно как долина Матлатцинко, где проживали четыре племени: матлацинка, отоми, масауа и ацтеки. В постклассический период долина управлялась из столицы, чьи руины сейчас находятся в деревне Calixtlahuaca — к северу от Толуки.
В 1478 году мексиканский император Ашаякатль (Axayacatl) завоевал долину Толуки. Столица была лишена династии и власти, а некоторые земли были распределены среди царей и вельмож из долины Мехико.
В 1521 году испанцы завоевали долину Толуки. Возглавлял войска Гонсало де Сандоваль (Gonzalo de Sandoval) — один из главных сержантов Кортеса. В 1522 году был основан город. Первым губернатором Толуки стал Педро Койоцин (Pedro Cortés Coyotzin). В 1524 году здесь начался процесс евангелизации. В 1662 году был присвоен статус города. В 1793 году началось строительство дороги в Мехико. В 1810 году в начале движения за независимость Мигель Идальго останавливался в городе на пути к битве у Монте де ла Крус. В 1812 году был учреждён первый совет Толуки. В 1821 году здесь местными органами власти была провозглашена независимость. После создания штата в 1825 году столица его несколько раз переезжала, пока в 1830 году Толука не стала столицей штата Мехико.

## Экономика
В городе имеются различные предприятия пищевой, текстильной, металлообрабатывающей, целлюлозно-бумажной промышленности, также имеются заведения культуры, образования. Развита транспортная инфраструктура. Город обслуживает международный аэропорт им. Адольфо Лопеса Матеоса.

## Фотографии

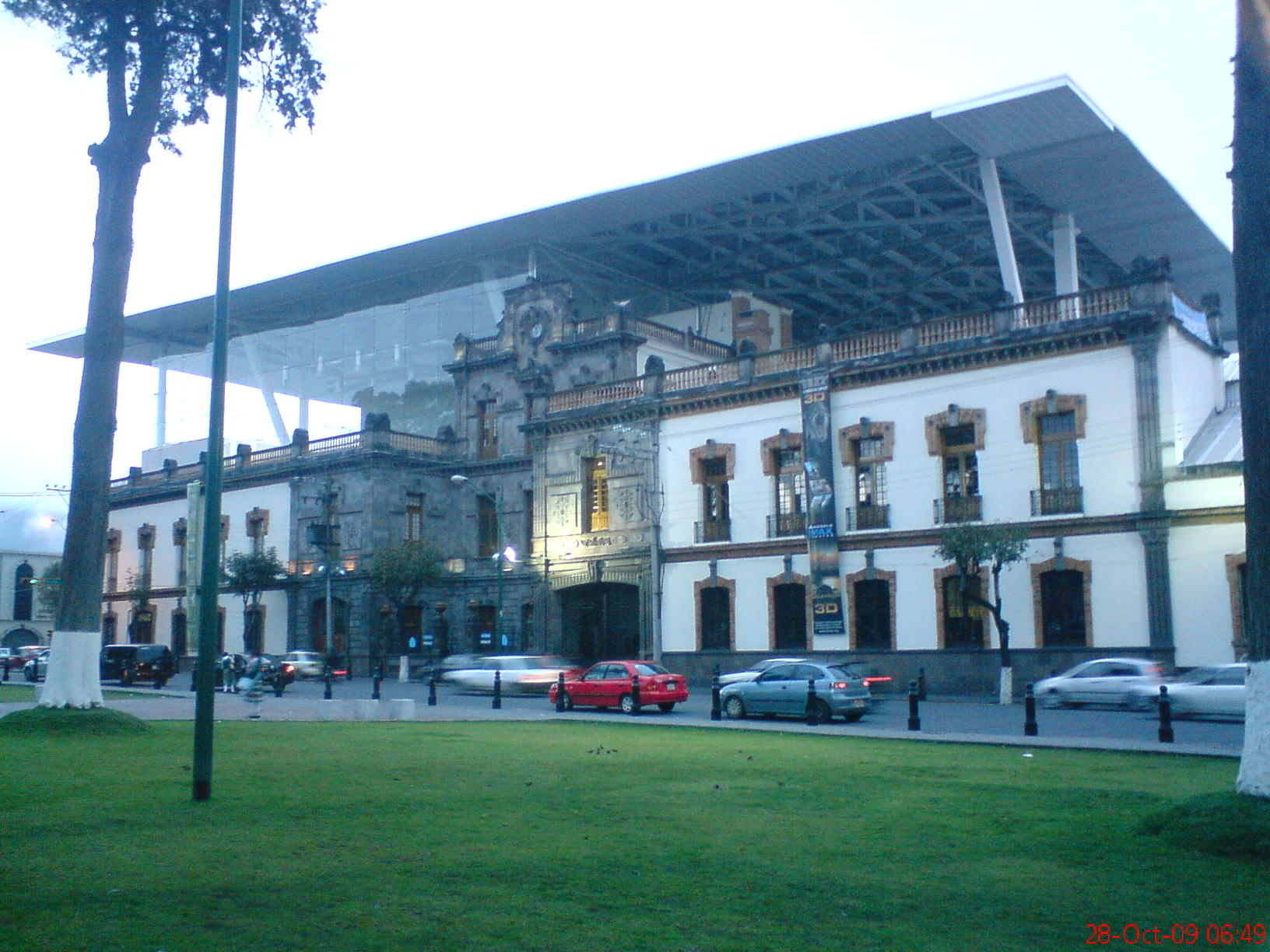
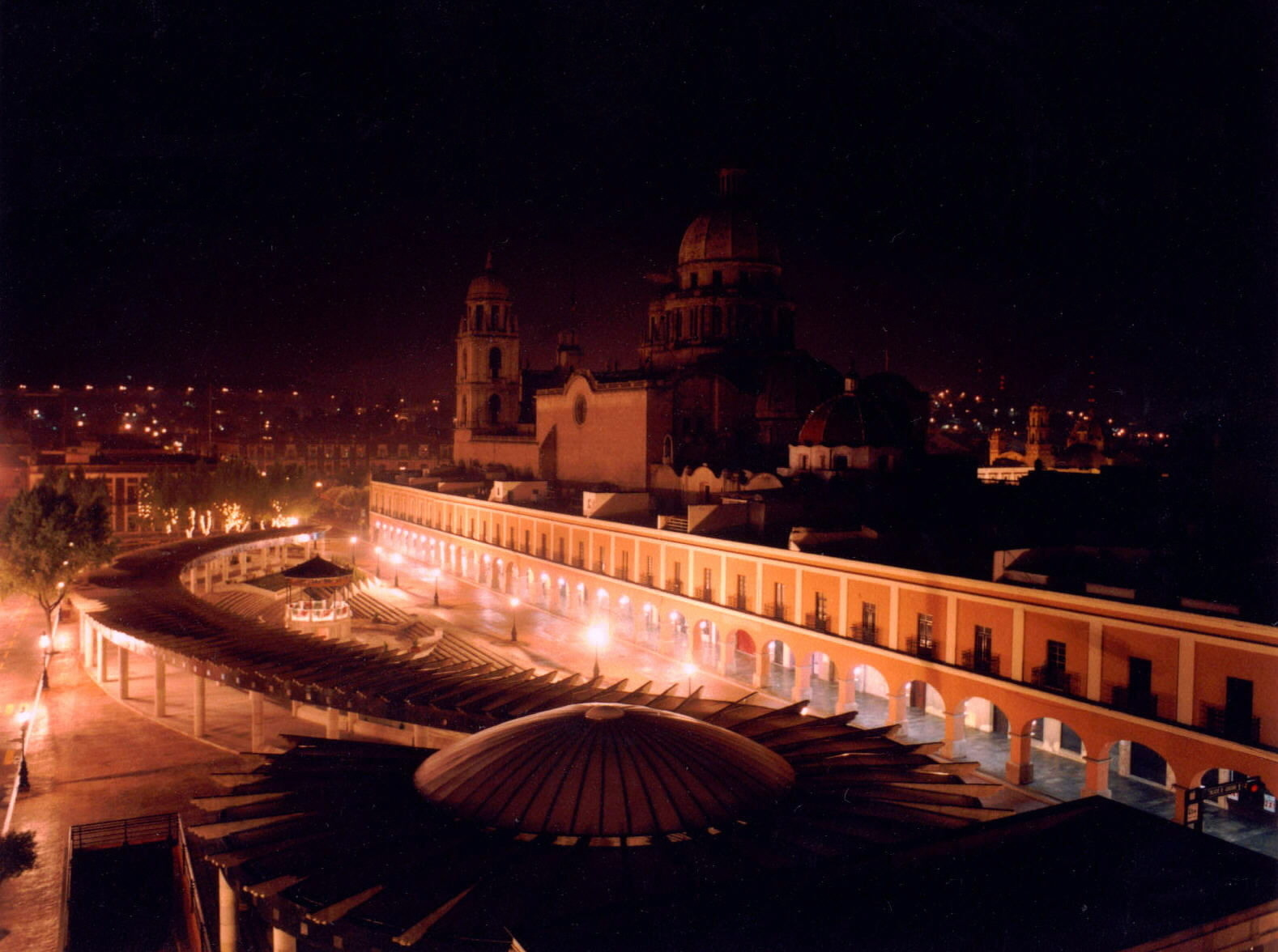
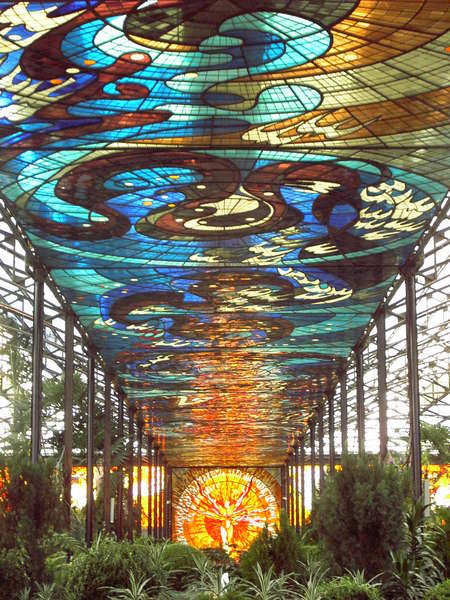